# Suhela cuneus
Suhela cuneus is een vlinder van de familie van de grasmotten (Crambidae). De wetenschappelijke naam van deze soort is voor het eerst voorgesteld door B. Sumit Kumar Rao, Chandrakasan Sivaperuman en Richard Mally in een publicatie uit 2024.
De soort komt voor in India (Andamanen).